# La sucesión presidencial en 1910
La sucesión  presidencial de 1910, conocida simplemente como La sucesión presidencial, es un libro escrito por Francisco I. Madero en 1908 y publicado en el mismo año.

## Antecedentes
Los antecedentes se remontan a la situación de México bajo el Porfiriato. Desde 1876 el general oaxaqueño Porfirio Díaz encabezó el ejercicio del poder en el país de manera dictatorial. La situación se prolongó por 34 años, durante los cuales México experimentó un notable crecimiento económico y estabilidad política. Estos logros se realizaron con altos costos económicos y sociales, que pagaron los estratos menos favorecidos de la sociedad y la oposición política al régimen de Díaz. Durante la primera década del siglo XX estallaron varias crisis en diversas esferas de la vida nacional, que reflejaban el creciente descontento de algunos sectores con el Porfiriato. 
Cuando Díaz en entrevista con el periodista estadounidense James Creelman en marzo de 1908 dijo:

He esperado pacientemente porque llegue el día en que el pueblo de la República Mexicana esté preparado para escoger y cambiar sus gobernantes en cada elección, sin peligro de revoluciones armadas, sin lesionar el crédito nacional y sin interferir con el progreso del país. Creo que, finalmente, ese día ha llegado.

Después de estas declaraciones la situación política comenzó a agitarse. La oposición al gobierno cobró gran relevancia ante la postura manifestada por Díaz. En ese contexto, Francisco I. Madero publicó La sucesión presidencial en 1910 subsecuentemente creó el Partido Nacional Antirreeleccionista, siendo estos sucesos una de las raíces del inicio de la Revolución mexicana.

## Contenido

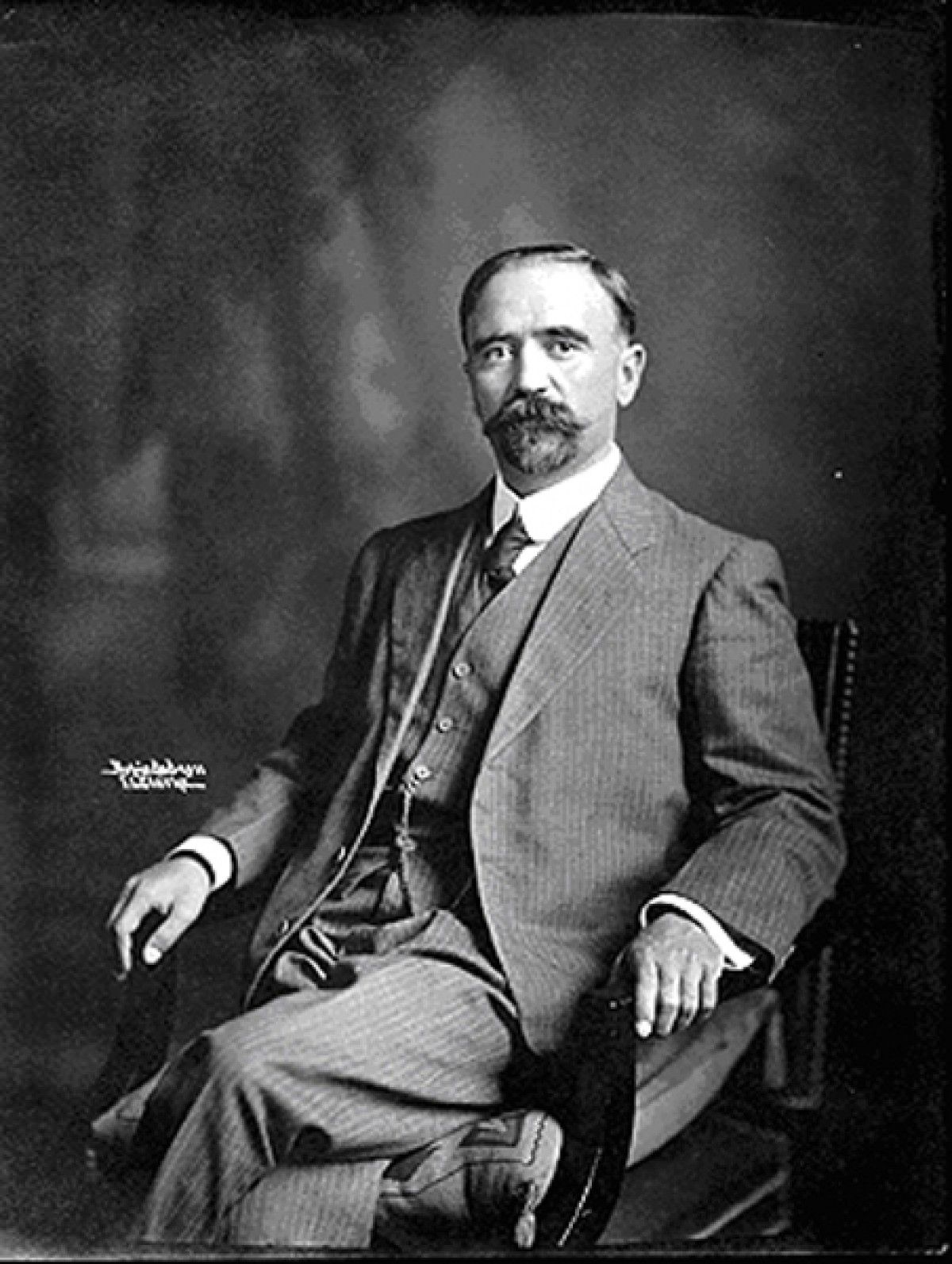
Francisco I. Madero.

El texto critica al entonces presidente de México, Porfirio Díaz, después de un prolongado periodo presidencial de casi treinta años denominado como el Porfiriato.
Demanda elecciones justas y transparentes después de lo que pasó en el porfiriato, a su vez convertir a México en un estado democrático moderno con elecciones libres, libertad de expresión y de asociación.

## Impacto
La edición original constó de tres mil ejemplares en su primera edición y fue distribuida en aquel año solo entre un círculo de intelectuales y periodistas.